# Æverlingar
Æverlingar fue un clan familiar de Austur-Húnavatnssýsla, Islandia, que tuvo como patriarca a Ævar gamli Ketilsson (n. 885) pero cuyo origen es mucho más antiguo y no se recoge en los registros de la colonización islandesa ni en las sagas islandesas. Algunos datos inducen a trazar la genealogía de la dinastía hasta el reino de Sogn (hoy Sogn og Firðafylki, Noruega). El personaje más conocido del clan es Hafliði Másson de quien solo se sabe que era nieto de Húnröðr Ævarsson (n. 970). Posiblemente el origen del primer Ævar fuese un goði de Móbergi í Langadal. Los Æverlingar, fueron así llamados hasta los siglos XII y XIII, cuando Snorri Sturluson recibió el goðorð de Thorstein Ivarsson.